# 翻訳機
翻訳機（ほんやくき）とは、ある言語を別の言語に翻訳するための専用装置。

## 概要
翻訳機の最初は定かではない。日本では、電気試験所（現：産業技術総合研究所）で開発を行っていた、トランジスタ型コンピュータの実用化研究の中で行われた、「ヤマト」が最初とされている。ヤマトは、トランジスタ型のコンピュータに、約100万キャラクタ（当時は、電信用文字の単位で記憶容量を表示）の記憶装置とテレタイプ装置からなるコンピュータシステム。最初にデモンストレーションを行なった際には、"I love music."と入力すると、「ワレ オンガクヲ コノム」とカタカナで答えを返した。
その後、第五世代コンピュータ開発プロジェクトが行われ、翻訳機の研究開発が盛んに行われた。大型計算機を製造するメーカでもある、株式会社富士通研究所にて、技術文献専用の「ATLAS」翻訳ソフトが開発され、実用に供された。1985年につくば科学万博では、そのデモンストレーションが行われた。
日常生活や、旅行に際して対話などを行う場合には、決まりきったフレーズが使われることが多いため、このフレーズを録音してROMなどのメモリに記載し、母国語言語での文章を選択することで、決まりきったフレーズを音声で答えてくれる簡易型翻訳機も開発され、旅行用などの電子辞書に搭載された（ただし、この機器を使う場合、ネイティブの発する言語を聞き取れる必要がある）。
計算機の性能が著しく向上するに従って、性能は向上した。スマートフォンの普及もあった一方、ポケトークなど専用端末も根強く発売され続けている。

## 参考資料
- 遠藤諭「計算機屋かく戦えり」（アスキー）